# キャデラック・ドゥビル
ドゥビル（DEVILLE）は、GMが製造、キャデラックが販売していた自動車である。

## 歴代モデル

### 8代目 (2000-2005年)
プラットフォームは、GM Kプラットフォームを採用した。同じプラットフォームを使用しているセビルは日本やイギリス等の左側通行諸国でも販売できるよう右ハンドルを加えた世界戦略車であったが、ドゥビルは日本を除けばアメリカやカナダ・中東といった一部の国々にしか販売されていないために左ハンドルのみの販売となった。生産はミシガン州のデトロイト・ハムトラミック組立工場で行われた。
エンジンはV型8気筒 4.6L ノーススターエンジンを搭載し、4速ハイドラマチックトランスミッションが組み合わせられる。トランスミッションはフロアタイプ（DTSのみ）とコラムタイプ（標準車・DHS）がある。また、駆動方式はFFとなる。
グレード構成は、標準車のほかに「DHS」および「DTS」グレードが用意された。「DHS」はドゥビル・ハイラグジュアリー・セダン（DeVille Highluxury Sedan）の、「DTS」はドゥビル・ツーリング・セダン（DeVille Touring Sedan）の略である。エンジンの仕様に関しては、標準車とDHSは出力重視、DTSには出力・トルクともに向上されたエンジンを搭載している。メーカーオプションとしてナイトビジョンが乗用車として初めて採用された。価格は高額であるものの導入当初は装着率が高かったが、年を追うごとに装着率が低下し、2002年に廃止された。
1999年11月に日本国内販売を開始した。ラインナップは、中間グレードのDHSにナビゲーション等を備えたコラムシフト採用モデルのみ投入された。エンジンの仕様がセビルと競合するために最上位モデルのDTSは販売されなかった。ナイトビジョンに関しても、当初は運輸省（現：国土交通省）の認可が遅れたために、2000年4月に発売された2000年モデルのメーカーオプション品（ナイトビジョン・サンルーフ・本革シートのセットで約83万円）として供給された。
2005年2月9日にマイナーチェンジモデルし、DTSが発表された。かつてグレードの名称であった「DTS」がモデル名に採用され、初代から50年以上にわたって続いた「ドゥビル」のモデル名が消滅することとなった。

## 車名
「DEVILLE」は、フランス語で「都市、街」を意味する。
アメリカでの本来の名称は「DeVille」であったが、日本語で「デビル」と表記した際に「悪魔」（Devil ）と誤解される可能性を考慮して、言語間の発音と表記の問題から名称が変更されている。日本国内においては、先代モデルまでをフリートウッド エレガンス（FLEETWOOD d'ELEGANCE）やコンコース（CONCOURS）などの車名で販売していた。この10代目モデルについては、フランス語発音のイントネーションを変えた表記「ドゥビル」という名称を採用している。